# Сапёрный лейб-гвардии батальон

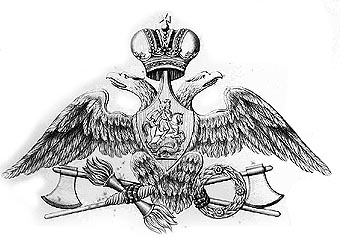
Киверный знак Лейб-гвардии Сапёрного батальона, образца 1812 года.

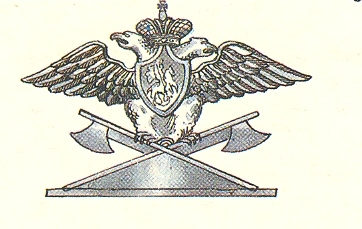
Знак на кивера Лейб-гвардии Сапёрного батальона, образца 1816 года.

Лейб-гвардии Сапёрный батальон — инженерно-саперная часть Русской гвардии.

## Формирование и кампании батальона
27 февраля 1797 года император Павел I повелел: «Иметь при Артиллерии Пионерный полк, состоящий из десяти рот пионер и двух рот минёр с сапёрами» (в составе 10 пионерных и двух сапёрных рот (61 офицер, 2 293 нижних чина), в который вошли все существовавшие минёрные, пионерные и инженерные роты). В 1803 году данный полк был разделён на два полка — 1-й и 2-й пионерные полки, сначала в двухбатальонного состава, а с 1806 года в трёх.
Лейб-гвардия, в отличие от армии, вплоть до 1812 года не имела частей для инженерного обеспечения своих действий. Во время Отечественной войны, 1812 года, этот недостаток стал особенно ощутим, и 27 декабря 1812 года (по ст. стилю) указом императора Александра I был учреждён Лейб-гвардии Сапёрный батальон, состоящий из четырёх рот; на этот же Сапёрный батальон была возложена и задача подготовки унтер-офицеров для армейских инженерных частей. Собственного штата батальон не получил (использовались уже существовавшие армейские штаты).
При сформировании ему были даны киверные знаки в виде гвардейских орлов, под которыми находились скрещённые топорики.
Для сформирования батальона в Санкт-Петербург были направлены по два унтер-офицера и 10 рядовых от каждой из десяти армейских минёрных и пионерных рот (входили в состав 1-го и 2-го Пионерных полков), не участвовавших в Заграничном походе, а также до 600 рекрутов 84-го набора и до 60 воспитанников Военно-сиротских отделений. Офицеры были направлены из 1-го и 2-го Пионерных полков, а также из Инженерного корпуса. Командиром батальона стал полковник (с 1818 года — генерал-майор) Н. Г. Сазонов.
2 августа 1813 года Лейб-гвардии батальон был реорганизован по образцу так называемых «сильных» или «тысячных» батальонов (число строевых нижних чинов в них равнялось одной тысяче — 80 унтер-офицеров и 920 рядовых). Батальон состоял из двух сапёрных и двух минёрных рот. 9 марта 1816 года для Лейб-гвардии Сапёрного батальона впервые были утверждены собственные штат и табель. В дальнейшем штат неоднократно изменялся. 3 июля 1817 года шефом батальона был назначен будущий император Николай I — великий князь Николай Павлович; в 1818 году он стал генерал-инспектором по инженерной части. 28 января 1819 года Лейб-гвардии батальон выделил офицеров и нижних чинов на сформирование Лейб-гвардии Конно-пионерного эскадрона (расформирован в 1862 году).

### День восстания декабристов

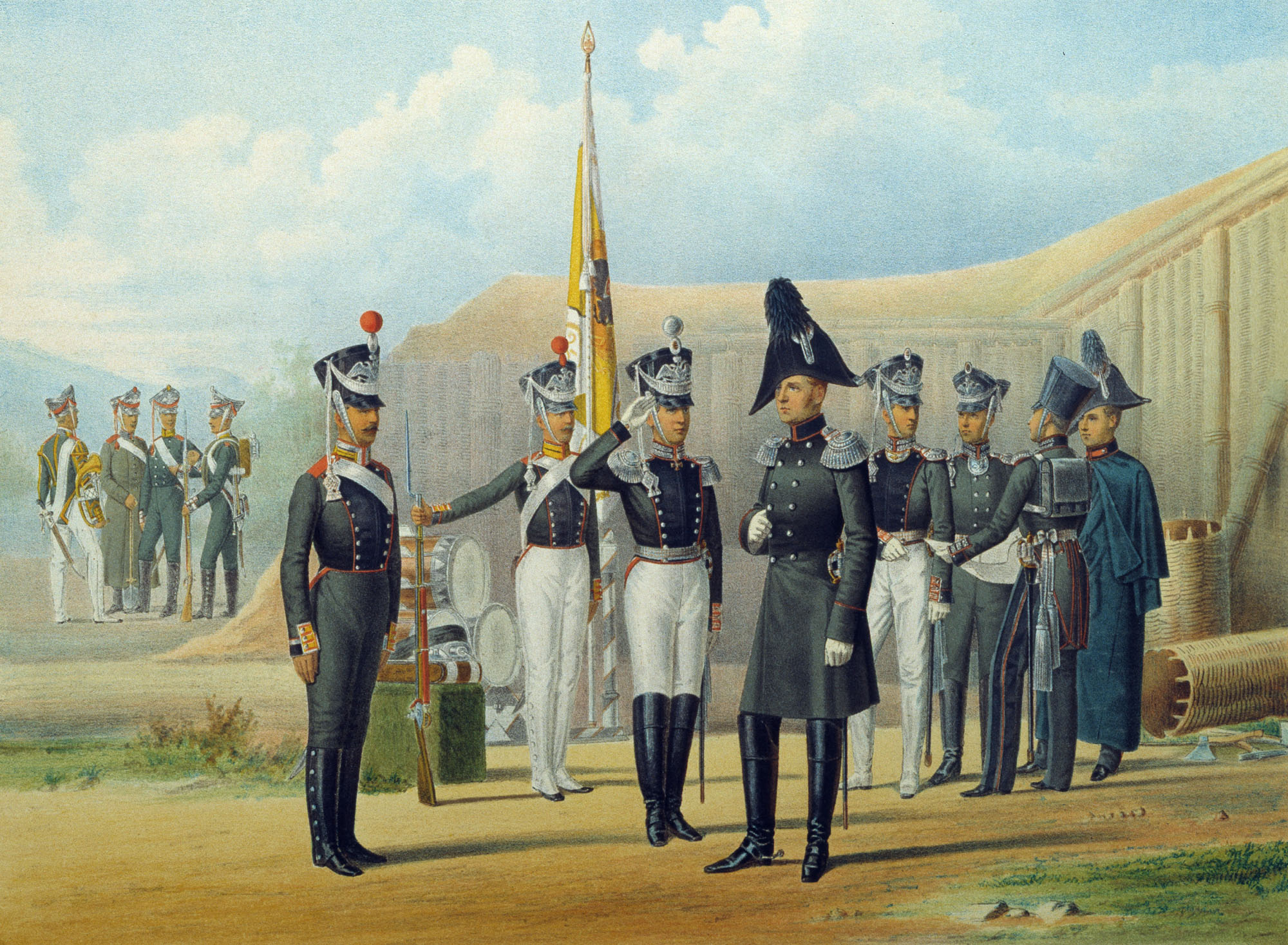
Чины батальона в 1812 году.

После смерти Александра I (19 ноября (1 декабря) 1825 года) в России наступил период междуцарствия, завершившийся 13 (25) декабря провозглашением императором Николая I. Возникшая ситуация была использована руководителями «Северного тайного общества» для вооружённого восстания против монархического строя.
Утром 14 (26) декабря 1825 года в здании Главного штаба командиры частей и соединений Гвардейского корпуса принесли присягу взошедшему на престол Николаю; затем каждому из них было предписано привести к присяге свои части.
Полковник А. К. Геруа (сменивший генерал-майора Сазонова на должности командира Лейб-гвардии Сапёрного батальона в 1820 года), прибыв к батальону, приказал командиру 1-й Сапёрной роты капитану А. П. Квашнину-Самарину с 1-м взводом его роты доставить в казармы батальонное знамя, хранившееся в Аничковом дворце. Когда взвод со знаменем подходил к казармам, ему перерезали дорогу дрожки, с которых два конно-артиллерийских офицера крикнули: «Не присягайте, братцы, вас обманывают!» После этого артиллеристы уехали; Квашнин-Самарин, напомнив подчинённым об их долге, выровнял нарушенный строй и ввёл взвод во двор казарм.
Полковник Геруа, построив батальон, зачитал манифест о воцарении Николая, после чего священник Иоанн Горянский произвёл обряд присяги. После окончания обряда знамя было отнесено обратно в Аничков дворец, сапёры распущены по казармам, а офицеры в квартире батальонного командира подписали присяжный лист.
К часу дня офицеры батальона, за исключением ротных командиров, оставленных в казармах, собрались в Зимнем дворце на торжественный молебен. Здесь полковник Геруа узнал, что император находится на площади по причине каких-то беспорядков, и обратился к начальнику штаба Гвардейского корпуса генерал-майору А. И. Нейдгардту для получения приказаний о дальнейших действиях батальона. Нейдгардт спросил Геруа, отвечает ли тот за свой батальон; получив утвердительный ответ («Отвечаю, как за самого себя»), он приказал немедленно привести батальон во двор Зимнего дворца.

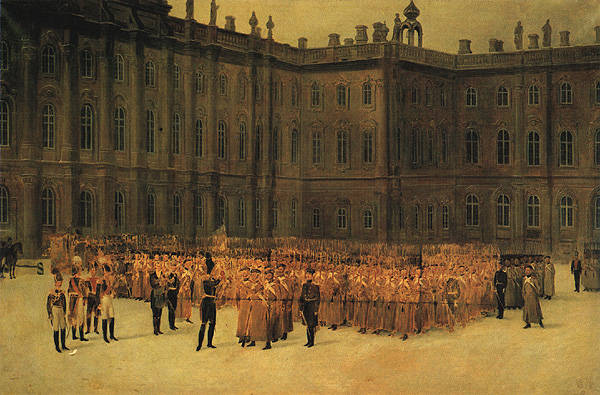
Николай I перед строем Лейб-гвардии Сапёрного батальона во дворе Зимнего дворца 14 декабря 1825 г. (В. Н. Масутов, 1861)

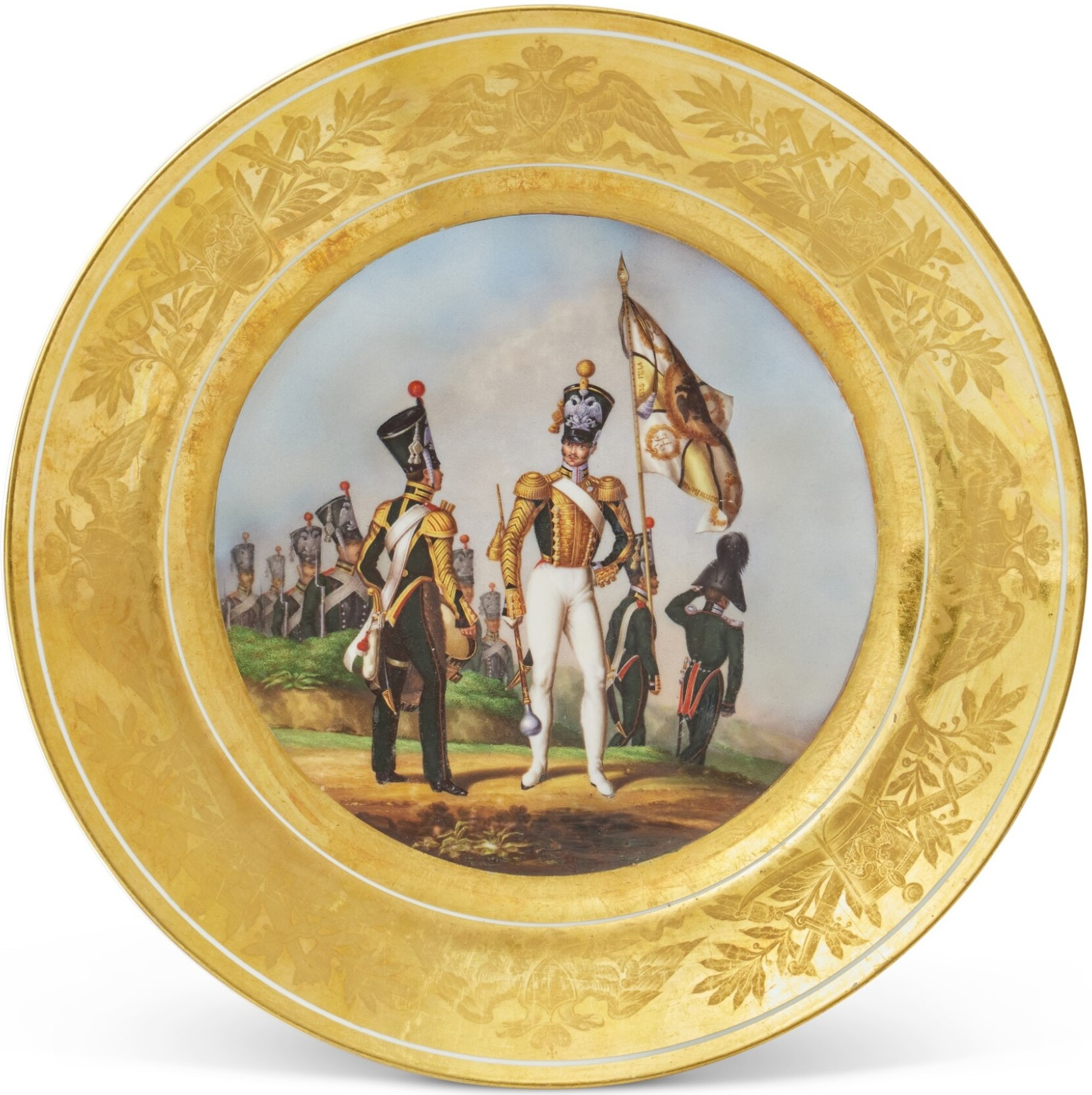
Тамбурмажор и барабанщик Лейб-гвардии Сапёрного батальона, 1830 г.

В это же время в батальон прибыл полковник князь Голицын с приказанием императора немедленно выступить для охраны Зимнего дворца. Старший из присутствовавших офицеров — командир 1-й Минёрной роты капитан П. А. Витовтов — немедленно привёл батальон ко дворцу, где командование принял уже полковник Геруа.
Как только батальон вошёл во двор, туда же вбежали восставшие — гренадеры Лейб-гвардии Гренадерского полка во главе с поручиком Н. А. Пановым, имевшим намерение захватить дворец. Увидев во дворе гвардейских сапёров, Панов вывел лейб-гренадеров и увёл на Сенатскую площадь для присоединения к полкам уже находившимся там. После этого постами Лейб-гвардии Сапёрного батальона были заняты все наружные выходы дворца. Кроме того, 1-я Минёрная рота была поставлена у главных ворот, 1-й взвод 1-й Сапёрной роты — у Собственного подъезда, 2-й взвод 2-й Сапёрной роты — у Посольского подъезда.
После подавления бунта (восстания) Всероссийский император лично распорядился размещением войск на Дворцовой и Адмиралтейской площадях. Лейб-гвардии Сапёрный батальон был до утра оставлен во дворе Зимнего дворца. Николай, возвратившись во дворец, приказал вынести во двор семилетнего великого князя Александра Николаевича (будущего императора Александра II) и передал его на руки гвардейским сапёрам, сказав: «Я желаю, чтобы вы так же любили моего сына, как я сам люблю вас.»
15 декабря Лейб-гвардии Сапёрный батальон, сдав караулы во дворце 1-му батальону лейб-гвардии Преображенского полка, возвратился в казармы.
В благодарность за верность присяге Николай после восшествия на престол сохранил за собой шефство над Лейб-гвардии батальоном. Младший штаб-офицер батальона полковник К. Ф. Бель получил звание флигель-адъютанта (таким образом в Свиту был зачислен следующий по должности офицер после командира, поскольку полковник Геруа уже был флигель-адъютантом). А. К. Геруа в январе 1826 года был произведён в генерал-майоры; 22 августа того же года (в день коронации Николая I) ему было присвоено и звание генерал-адъютанта.

### Русско-турецкая война 1828—1829
В апреле 1828 года батальон выступил в свой первый боевой поход — против турок. 25 июня 1828 года батальон, переправившись через Дунай у Сатунова, двинулся к Варне и в конце августа и сентябре работал в сапах и минных галереях под этой крепостью, чем оказал немалые услуги, способствовавшие скорейшему взятию Варны. В феврале 1829 года батальон находился под Тулчей, но небольшая часть батальона во главе с его командиром генерал-майором Шильдером была командирована под Силистрию, где организовала ряд взрывов, вследствие которых были разрушены эскарп и куртина и крепость была вынуждена сдаться. Затем батальон в полном составе производил осадные работы против Шумлы.

### Польская кампания 1831 г.
В январе 1831 года батальон был направлен в поход в Польшу против инсургентов и поступил в отряд генерал-лейтенанта барона Остен-Сакена. Под Остроленкой ими были устроены батареи и плавучий мост через Нарев. 2-я сапёрная рота при отступлении отряда, шла в арьергарде, везде уничтожая за собой, под сильным неприятельским огнём, все мосты и переправы для задержания преследования, а 7 июля находилась в стрелковой цепи в сражении на Понарских высотах. 2-я минёрная рота отличилась 5 мая при Нуре в сражении против 15-тысячного авангарда поляков, в тот же день взвод сапёр под картечным огнём разобрал мост на реке Руше, трижды отбивая вместе с ротой Финляндского полка и с финскими стрелками многочисленные атаки неприятеля; 9 мая у Тыкочина, эта же рота, работая под жестоким картечным огнём, вместе с Финляндским полком, удержала неприятеля при переправе через мост и 14 мая, находясь под огнём 70 орудий поляков, исправила мост под Остроленкой. С 17 по 26 июня батальон исправил дороги и строил переправы по пути Гвардейского корпуса, в начале июля устроил пять мостов и тет-де-пон на переправе через Вислу при Осеке. Во второй половине августа батальон был занят подготовительными работами к штурму варшавского предместья Воли и 25 августа вслед за охотниками вошёл в укрепление, где тотчас занялся прорезыванием амбразур в бруствере бастионного фронта, обращённого на Варшаву. 26 августа батальон, под сильнейшим огнём поляков, прорыл в главном вале Варшавских укреплений дорогу для прохода русских колонн и по взятии Иерусалимских ворот вместе со 2-м сапёрным батальоном занял главный вал и в продолжение ночи устроил на нём батарею на 100 орудий. Утром 27 августа батальон вступил в Варшаву и занялся уничтожением баррикад и засыпкой минных галерей, проложенных мятежниками на улицах города. После окончательного подавления восстания, батальон производил ремонт дорог и мостов в Польше и вернулся в Санкт-Петербург в марте 1832 года.
4 января 1837 года повелено в случае призыва запасных отпускных нижних чинов батальона собирать часть из них на пополнение батальона из ближайших районов, а из остальных сформировать в Москве 1-ю гвардейскую запасную сапёрную роту. В 1840 году при батальоне сформирована учебная гальваническая команда.

### Крымская война

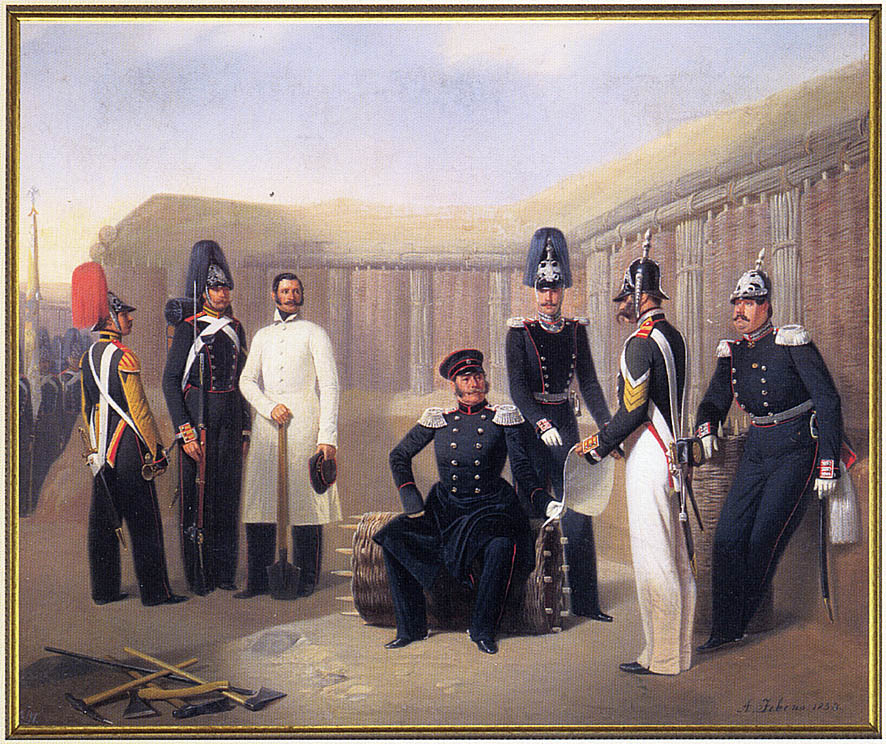
Лейб-гвардии Сапёрный батальон.
1853 год. Картина работы А. И. Гебенса
В центре на фашине сидит командир батальона генерал-майор Н. Ф. Хомутов, крайний справа — полковник Н. К. Зацепин (известный художник, погиб 10 мая 1855 г. при обороне Севастополя). (Музей А. В. Суворова в Санкт-Петербурге.)

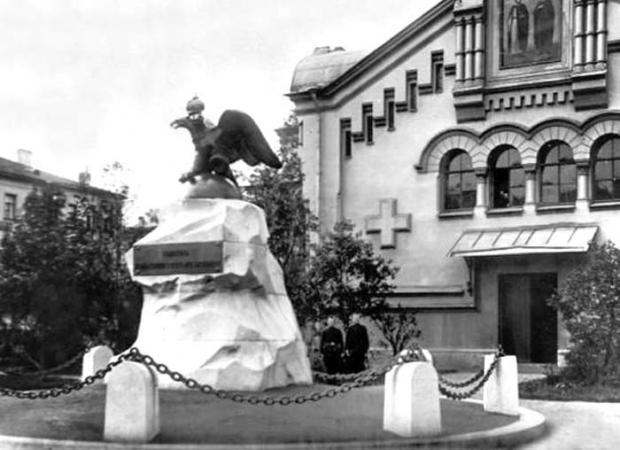
Церковь Косьмы и Дамиана в 1899 году на открытии памятника сапёрам Лейб-гвардии Сапёрного батальона.

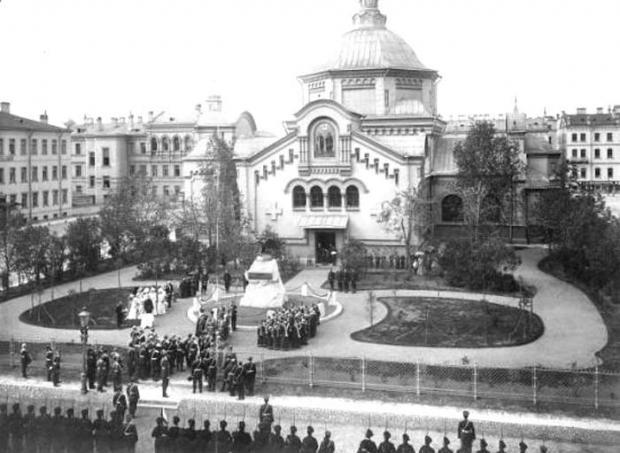
Церковь Косьмы и Дамиана в 1899 году на открытии памятника сапёрам Лейб-гвардии Сапёрного батальона.

23 января 1844 г. в батальоне переименованы 1-я и 2-я минерные роты — во 2-ю и 3-ю сапёрные, а 2-я сапёрная рота Его Императорского Высочества стала 4-й ротой.
С 1850 года л.-гв. сапёрный батальон, составляя бригаду с гренадерским и учебным сапёрным батальонами, был расположен лагерем близ Петергофа.
С открытием Крымской кампании ожидалась высадка англо-французского десанта на российском побережье Балтийского моря и батальон производил работы по укреплению берегов Финского залива и обустройству крепостей Кронштадта и Свеаборга, часть офицеров и нижних чинов находилась в Севастополе и приняла участие в обороне этого города.
17 октября 1855 года гвардейская запасная рота переформирована в две — запасную и резервную, которые составили Гвардейский резервный Сапёрный полубатальон.
3 января 1857 года гвардейский резервный полубатальон упразднён и повелено, в случае надобности, формировать резервную роту из бессрочноотпускных.

### Русско-турецкая война 1877—1878
В ноябре 1876 года два офицера и 52 нижних чина были командированы для устройства минных заграждений на Дунае, ещё несколько офицеров были по своему желанию командированы в армейские сапёрные батальоны Действующей армии. С открытием в 1877 году кампании против турок два офицера и 48 нижних чинов были включены в состав конвоя его величества и приняли участие в переправе через Дунай у Систова. 12 августа 1877 года по случаю выступления батальона в поход против турок сформирована запасная рота, расформированная 14 сентября 1878 года. Прибыв на театр военных действий, батальон в октябре принимал участие в сражении у Горного Дубняка, две роты участвовали во взятии Телиша. В ноябре 1877 года батальон находился в составе отряда генерал-адъютанта Гурко и участвовал во взятии Правецкой позиции и затем в деле под Этрополем. С 17 ноября по 19 декабря 1877 года роты батальона, находясь в отрядах генералов Рауха, Дандевиля и Шувалова, укрепляли позиции в горах против Шандорника—Арабконака; рота Его Величества (1-я) и 4-я разработали дорогу на Чурьяк, по которой затем совершил обходное движение отряд генерала Гурко; другая рота — Его Высочества (3-я) строила дорогу на Златицкий перевал и спуск в Клис-Киой. 23 декабря 1877 года роты батальона приняли участие в занятии Софии, после чего принимали участие в преследовании войск Сулеймана-паши и занятии Этрополя. В середине января 1878 года 2-я рота была включена в отряд графа Шувалова и наступала на Адрианополь, после чего 12 февраля вступила в Сан-Стефано. В сентябре 1878 года батальон в полном составе вернулся в Санкт-Петербург.

### 1879—1916
3 января 1879 года сформирована 5-я сапёрная рота. 1 ноября 1894 года эта рота была переформирована в военно-телеграфную роту и в неё переведены специалисты из расформированного 1-го военно-телеграфного парка.
3 февраля 1916 года батальон был развёрнут в Лейб-гвардии Сапёрный полк, и 20 мая 1918 года полк расформирован.

## Знаки отличия батальона
- Георгиевское знамя, с надписью «За отличие при осаде и взятии крепости Варны в 1828 году.». Пожаловано высочайшим приказом 28 сентября 1828 года и утверждено высочайшей грамотой 18 апреля 1829 года. Древко знамени было сделано из вишневого дерева. Цвет древка чёрный.
- Две Георгиевские трубы, с надписью «За Варшаву 25 и 26 августа 1831 года.». Пожалованы 6 декабря 1831 года (высочайшая грамота 2 июня 1833 года).
- Знаки на шапки с надписью «За Балканы в 1877 году.». Пожалованы 17 апреля 1878 года.
- Повелением императора Николая I в 1853 году в Петергофе, перед лагерем батальона, установлен бронзовый орёл, на гранитном постаменте помещена доска с надписью «Подвигамъ Л.-Гв. Сапернаго баталиона». Впоследствии этот памятник по указу императора Александра III был перенесён в Санкт-Петербург и установлен у батальонной церкви[5].

Вот, скажем, там, где улица Восстания упирается в улицу Салтыкова-Щедрина, в бывшую Кирочную. Тут некогда, перед церковью Космы и Дамиана при лейб-гвардии саперном батальоне, возвышался в садике, на глыбе грубо обтесанного гранита, бронзовый или чугунный орел. Он напоминал о воинских деяниях не командира, не какого-то генерала, а всего батальона, то есть в конечном счете — солдат. Я не знаю, в каких битвах отличился батальон, но думается, пролитая кровь русского солдата всегда заслуживает памяти и уважения. А может быть, батальон этот нес службу под Шипкой; мы ведь сейчас вместе с болгарами благоговейно чтим память героев Шипки… А возможно, речь шла о подвигах 1812 года или о Севастополе…— Успенский Л.В. Одни ушли, другие живут рядом // Записки старого петербуржца. — Л.: Лениздат, 1970.
Нагрудный знак батальона — золотой двуглавый орел, стоящий на серебряных камнях. На постаменте золотая дощечка с надписью: «Подвигам Лейб-гвардии Саперного батальона». Знак представляет собой копию памятника, поставленного по повелению Императора Николая І перед лагерем батальона.
- Юбилейное Георгиевское знамя, проект которого был утвержден Николаем II 24 сентября 1911 года[6]. Ныне знамя хранится в Государственном Эрмитаже[7].

В 1916 году 1-й батальон полка был представлен к Георгиевским трубам за подготовку плацдармов и блиндажей для 1-й гвардейской пехотной дивизии, которые значительно снизили потери частей во время Брусиловского прорыва.

## Шефы батальона
Шефы или почётные командиры:

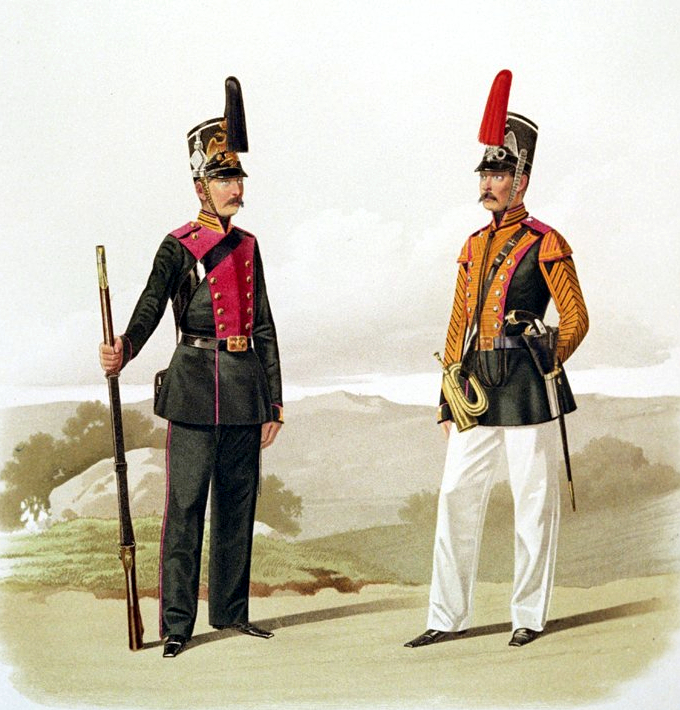
Пиратский К. К. Рядовой и Горнист Л.-Гв. Стрелковых батальонов в парадной форме. 1856 год.

- 03.07.1817 — 18.02.1855 — император Николай I
- 18.02.1855 — 01.03.1881 — император Александр II
- 28.10.1866 — 21.10.1894 — император Александр III
- 02.11.1894 — 20.05.1918 — император Николай II

## Командиры батальона (с 03.02.1916 — полка)
(Командующий в дореволюционной терминологии означал временно исполняющего обязанности начальника или командира. С 1820-х годов должности командира гвардейского полка соответствовал чин генерал-майора, и при назначении на эту должность полковников они оставались командующими до момента своего производства в генерал-майоры).
- 08.02.1813 — 03.07.1820 — полковник (с 14.04.1818 генерал-майор) Сазонов, Николай Гаврилович
- 03.07.1820 — 29.09.1828 — полковник (с 01.01.1826 генерал-майор) Геруа, Александр Клавдиевич
- 29.09.1828 — 15.03.1836 — генерал-майор (с 11.10.1833 генерал-адъютант) Шильдер, Карл Андреевич
  - 1829 — 30.12.1830 — командующий полковник Шарнгорст, Василий Львович
  - 11.1831 — 12.1831 — командующий подполковник Бухмейер, Александр Ефимович
- 15.03.1836 — 07.02.1843 — генерал-майор Витовтов, Павел Александрович
- 07.02.1843 — 01.01.1847 — полковник (с 08.09.1843 генерал-майор) фон Цур-Милен, Андрей Андреевич
- 01.01.1847 — 12.04.1855[10] — генерал-майор Хомутов, Николай Филиппович
- 12.04.1855 — хх.хх.1855 генерал-майор Рашет, Владимир Антонович
- 18.09.1855 — 25.01.1856 — полковник Кауфман, Константин Петрович
- 25.01.1856 — 06.02.1862 — полковник (с 11.05.1858 флигель-адъютант, с 17.04.1860 генерал-майор Свиты Е. И. В.) Гарднер, Пётр Петрович
- 06.02.1862 — 29.07.1863 — полковник (с 17.04.1863 генерал-майор) Зейме, Феликс Антонович
- 29.07.1863 — 06.10.1873 — полковник (с 27.03.1866 генерал-майор, с 16.05.1871 в Свите) Орловский, Николай Осипович
- 06.10.1873 — 19.06.1883 — полковник (с 14.12.1875 флигель-адъютант, с 18.12.1877 генерал-майор Свиты) Скалон, Василий Данилович
- 17.09.1889 — 29.09.1894 — генерал-майор Ласковский, Фёдор Павлович
- 26.08.1897 — 04.12.1901 — полковник (с 06.12.1898 генерал-майор) Прескотт, Николай Эдгарович
- 15.01.1902 — 22.06.1904 — генерал-майор Ивков, Николай Петрович[11]
- 08.02.1906 — 22.03.1911 — генерал-майор Добровольский, Николай Васильевич
- 24.03.1911 — 11.09.1916 — полковник (с 06.12.1912 генерал-майор, с 27.12.1912 в Свите) Подымов, Борис Александрович
- 30.10.1916 — 09.08.1917 — командующий полковник Рыдзевский, Николай Георгиевич
- 10.08.1917 — 01.04.1918 — полковник Габаев, Георгий Соломонович (с 12.1917 выборный)

## Батальонные казармы и лагеря
В 1812 г. при формировании батальона, он был размещен в казармах, выходящих на Преображенскую ул. Проходящий перпендикулярно к нынешней улице Радищева, Сапёрный пер. получил своё название от находящегося рядом батальона. Сохранившиеся до нашего времени здания казарм Лейб-гвардии Сапёрного батальона построены в классическом стиле (сейчас это дома № 35, 37, 39 по улице Радищева).
Лагерь батальона изначально, с 1850 года, развернутый для бригады, включавшей также гренадерский и учебный сапёрный батальоны, находился под Петергофом. Затем в 1868 году он переместился к селу Усть-Ижора Шлиссельбургского уезда, где впоследствии возник посёлок Сапёрный.

## Известные люди, служившие в батальоне
- Бухмейер, Александр Ефимович — инженер генерал-лейтенант, член военного совета.
- Вансович, Афанасий Николаевич — русский генерал, участник Кавказских походов, военный инженер.
- Габаев, Георгий Соломонович — полковник, военный историк, писатель и археограф.
- Геккель, Александр Иванович — генерал-майор, специалист по минно-взрывному делу.
- Дебоа, Александр Алексеевич — генерал-лейтенант, председатель Санкт-Петербургского военно-окружного суда.
- Ден, Иван Иванович — инженер-генерал, член Государственного совета.
- Депп, Александр Филиппович — генерал-лейтенант, герой русско-турецкой войны 1877—1878 гг.
- Засс, Корнилий Корнилиевич — генерал-лейтенант, участник Венгерского похода 1849 г.
- Зацепин, Николай Константинович — полковник, герой Крымской войны.
- Иванов, Константин Иванович (генерал) — генерал-лейтенант, начальник инженеров Восточно-Сибирского военного округа.
- Кобелев, Александр Павлович (1838—1897) — инженер-генерал-лейтенант Русской императорской армии.
- Ландсберг, Карл Христофорович (1853—1909) — прапорщик, прославившийся своим преступлением — убийством ростовщика Власова и его служанки. Отбывая наказание на Сахалине, принял деятельное участие в обустройстве острова. Позднее участвовал в Русско-японской войне, был ранен.
- Лобанов-Ростовский, Андрей Анатольевич — капитан, историк, профессор Мичиганского университета.
- Малыхин, Владимир Петрович — генерал-лейтенант, военный писатель.
- Молев, Михаил Иванович — рядовой, впоследствии советский военачальник, генерал-лейтенант РККА.
- Муханов, Пётр Александрович — декабрист.
- Орда, Адам Петрович — генерал-майор, герой Севастопольской обороны 1854—1855 гг.
- Политковский, Владимир Гаврилович — генерал-лейтенант, председатель правления Российско-Американской компании.
- Пущин, Михаил Иванович — генерал-майор, комендант Бобруйской крепости, герой русско-персидской войны 1826 г.
- Роде, Андрей Карлович — генерал-лейтенант, член Адмиралтейств-совета, герой русско-турецкой войны 1828—1829 гг[13].
- Руперт, Вильгельм Яковлевич — Иркутский и Енисейский генерал-губернатор.
- Столпаков, Николай Алексеевич — генерал-лейтенант, герой Крымской войны.
- Тенишев, Николай Иванович — генерал-майор, губернатор Сандомирской губернии, управляющий военными сообщениями в Царстве Польском.
- Тидебель, Сигизмунд Андреевич — инженер-генерал, начальник Николаевской инженерной академии.
- Тизенгаузен, Евгений Богданович — генерал-лейтенант, строитель Кронштадтских доков.
- Туманов, Георгий Евсеевич — князь, генерал от инфантерии, теоретик и практик военно-инженерного дела.
- Фелькнер, Владимир Иванович — генерал-лейтенант, участник Кавказской войны, военный писатель.
- Шванебах, Фридрих Антонович — генерал-майор, участник Кавказской войны.
- Шулькевич, Сергей Ананьевич — штабс-капитан, Георгиевский кавалер.
- Ярмерштедт, Густав Карлович — генерал-лейтенант, начальник инженеров отдельного Кавказского округа.
- Семён Иванович Антонов — впоследствии святой преподобный Силуан Афонский.